# Sydamerikanska mästerskapet i volleyboll för damer 2009
Sydamerikanska mästerskapet i volleyboll för damer 2011 utspelade sig mellan 30 september och 4 oktober 2009 i Porto Alegre, Brasilien. Det var den 28:e upplagan av tävlingen och åtta damlandslag från CSV:s medlemsförbund deltog. Brasilien vann för 8:e gången i rad och 16:e gången totalt genom att slå Argentina i finalen. Fabiana de Oliveira utsågs till mest värdefulla spelare.

## Deltagande lag
- Argentina
- Brasilien
- Chile
- Colombia
- Paraguay
- Peru
- Uruguay
- Venezuela

## Grupper
| Grupp A                                    | Grupp B                             |
| ------------------------------------------ | ----------------------------------- |
| Argentina · Brasilien · Uruguay · Paraguay | Chile · Colombia · Peru · Venezuela |

## Första rundan

### Grupp A

#### Resultat
| Datum    | Mellan                | Resultat | Set   | Set   | Set   | Set   | Set | Poäng totalt | Speltid | Åskådare |
| Datum    | Mellan                | Resultat | 1     | 2     | 3     | 4     | 5   | Poäng totalt | Speltid | Åskådare |
| -------- | --------------------- | -------- | ----- | ----- | ----- | ----- | --- | ------------ | ------- | -------- |
| 30-09-09 | Uruguay - Argentina   | 0 - 3    | 15:25 | 17:25 | 10:25 |       |     | 42 - 75      | 1h:02   | -        |
| 30-09-09 | Brasilien - Paraguay  | 3 - 0    | 25:10 | 25:5  | 25:10 |       |     | 75 - 25      | 0h:52   | -        |
| 01-10-09 | Argentina - Paraguay  | 3 - 0    | 25:9  | 25:14 | 25:2  |       |     | 75 - 25      | 0h:54   | -        |
| 01-10-09 | Brasilien - Uruguay   | 3 - 0    | 25:7  | 25:14 | 25:17 |       |     | 75 - 38      | 1h:03   | -        |
| 02-10-09 | Uruguay - Paraguay    | 3 - 1    | 21:25 | 25:11 | 25:12 | 25:15 |     | 96 - 63      | 1h:31   | -        |
| 02-10-09 | Brasilien - Argentina | 3 - 0    | 25:15 | 25:15 | 25:23 |       |     | 75 - 53      | 1h:13   | -        |

#### Sluttabell
| Pos | Landslag  | Poäng | Matcher | Matcher | Matcher   | Set   | Set       | Kvot  | Poäng | Poäng     | Kvot  |
| Pos | Landslag  | Poäng | Spelade | Vunna   | Förlorade | Vunna | Förlorade | Kvot  | Vunna | Förlorade | Kvot  |
| --- | --------- | ----- | ------- | ------- | --------- | ----- | --------- | ----- | ----- | --------- | ----- |
| 1   | Brasilien | 6     | 3       | 3       | 0         | 9     | 0         | MAX   | 225   | 116       | 1.940 |
| 2   | Argentina | 5     | 3       | 2       | 1         | 6     | 3         | 2.000 | 203   | 142       | 1.430 |
| 3   | Uruguay   | 4     | 3       | 1       | 2         | 3     | 7         | 0.429 | 176   | 213       | 0.826 |
| 4   | Paraguay  | 3     | 3       | 0       | 3         | 1     | 9         | 0.111 | 113   | 246       | 0.459 |

### Grupp B

#### Resultat
| Datum    | Mellan               | Resultat | Set   | Set   | Set   | Set   | Set | Poäng totalt | Speltid | Åskådare |
| Datum    | Mellan               | Resultat | 1     | 2     | 3     | 4     | 5   | Poäng totalt | Speltid | Åskådare |
| -------- | -------------------- | -------- | ----- | ----- | ----- | ----- | --- | ------------ | ------- | -------- |
| 30-09-09 | Venezuela - Colombia | 1 - 3    | 10:25 | 29:27 | 23:25 | 23:25 |     | 85 - 102     | 1h:37   | -        |
| 30-09-09 | Peru - Chile         | 3 - 0    | 25:16 | 25:13 | 25:18 |       |     | 75 - 47      | 1h:00   | -        |
| 01-10-09 | Venezuela - Chile    | 3 - 0    | 25:19 | 25:13 | 30:28 |       |     | 80 - 60      | 1h:22   | -        |
| 01-10-09 | Peru - Colombia      | 3 - 1    | 21:25 | 25:20 | 25:20 | 25:13 |     | 96 - 78      | 1h:25   | -        |
| 02-10-09 | Colombia - Chile     | 3 - 0    | 25:19 | 25:9  | 25:15 |       |     | 75 - 43      | 1h:02   | -        |
| 02-10-09 | Peru - Venezuela     | 3 - 0    | 25:19 | 25:11 | 25:14 |       |     | 75 - 44      | 0h:59   | -        |

#### Sluttabell
| Pos | Landslag  | Poäng | Matcher | Matcher | Matcher   | Set   | Set       | Kvot  | Poäng | Poäng     | Kvot  |
| Pos | Landslag  | Poäng | Spelade | Vunna   | Förlorade | Vunna | Förlorade | Kvot  | Vunna | Förlorade | Kvot  |
| --- | --------- | ----- | ------- | ------- | --------- | ----- | --------- | ----- | ----- | --------- | ----- |
| 1   | Peru      | 6     | 3       | 3       | 0         | 9     | 1         | 9.000 | 246   | 169       | 1.456 |
| 2   | Colombia  | 5     | 3       | 2       | 1         | 7     | 4         | 1.750 | 255   | 224       | 1.138 |
| 3   | Venezuela | 4     | 3       | 1       | 2         | 4     | 6         | 0.667 | 209   | 237       | 0.882 |
| 4   | Chile     | 3     | 3       | 0       | 3         | 0     | 9         | 0.000 | 150   | 230       | 0.652 |

## Slutspelsfasen

### Spel om plats 1-4
|  | Semifinaler | Semifinaler |           |           | Final               | Final               |  |
|  |             |             |           |           |                     |                     |  |
|  | Brasilien   | 3           |           |           |                     |                     |  |
|  | Brasilien   | 3           |           |           |                     |                     |  |
|  | Colombia    | 0           |           |           |                     |                     |  |
|  | Colombia    | 0           |           | Brasilien | 3                   |                     |  |
|  |             |             |           | Brasilien | 3                   |                     |  |
|  |             |             | Argentina | 0         |                     |                     |  |
|  | Peru        | 1           | Argentina | 0         |                     |                     |  |
|  | Peru        | 1           |           |           |                     |                     |  |
|  | Argentina   | 3           |           |           | Match om tredjepris | Match om tredjepris |  |
|  | Argentina   | 3           |           |           |                     |                     |  |
|  |             |             |           |           |                     |                     |  |
|  |             |             |           |           | Colombia            | 1                   |  |
|  |             |             |           |           | Colombia            | 1                   |  |
|  |             |             |           |           | Peru                | 3                   |  |

#### Resultat
| Datum    | Mellan                | Resultat | Set   | Set   | Set   | Set   | Set | Poäng totalt | Speltid | Åskådare |
| Datum    | Mellan                | Resultat | 1     | 2     | 3     | 4     | 5   | Poäng totalt | Speltid | Åskådare |
| -------- | --------------------- | -------- | ----- | ----- | ----- | ----- | --- | ------------ | ------- | -------- |
| 03-10-09 | Brasilien - Colombia  | 3 - 0    | 25:16 | 25:14 | 25:6  |       |     | 75 - 36      | 1h:00   | -        |
| 03-10-09 | Peru - Argentina      | 1 - 3    | 25:17 | 23:25 | 19:25 | 21:25 |     | 88 - 92      | 1h:43   | -        |
| 04-10-09 | Colombia - Peru       | 1 - 3    | 11:25 | 21:25 | 25:21 | 14:25 |     | 71 - 96      | 1h:31   | -        |
| 04-10-09 | Brasilien - Argentina | 3 - 0    | 25:16 | 25:16 | 25:22 |       |     | 75 - 54      | 1h:08   | -        |

### Match om femteplats

#### Resultat
| Datum    | Mellan              | Resultat | Set   | Set   | Set   | Set   | Set  | Poäng totalt | Speltid | Åskådare |
| Datum    | Mellan              | Resultat | 1     | 2     | 3     | 4     | 5    | Poäng totalt | Speltid | Åskådare |
| -------- | ------------------- | -------- | ----- | ----- | ----- | ----- | ---- | ------------ | ------- | -------- |
| 03-10-09 | Uruguay - Venezuela | 3 - 2    | 24:26 | 27:29 | 25:16 | 34:32 | 15:8 | 125 - 111    | 2h:20   | -        |

### Match om sjundeplats

#### Resultat
| Datum    | Mellan           | Resultat | Set   | Set   | Set   | Set | Set | Poäng totalt | Speltid | Åskådare |
| Datum    | Mellan           | Resultat | 1     | 2     | 3     | 4   | 5   | Poäng totalt | Speltid | Åskådare |
| -------- | ---------------- | -------- | ----- | ----- | ----- | --- | --- | ------------ | ------- | -------- |
| 03-10-09 | Paraguay - Chile | 0 - 3    | 19:25 | 15:25 | 22:25 |     |     | 56 - 75      | 1h:12   | -        |

## Slutplaceringar
| Pos. | Lag       | Kvalificerat för         |
| ---- | --------- | ------------------------ |
|      | Brasilien | Grand Champions Cup 2009 |
|      | Argentina |                          |
|      | Peru      |                          |
| 4    | Colombia  |                          |
| 5    | Uruguay   |                          |
| 6    | Venezuela |                          |
| 7    | Chile     |                          |
| 8    | Paraguay  |                          |

## Individuella utmärkelser
| Utmärkelse              | Namn                | Lag       |
| ----------------------- | ------------------- | --------- |
| Mest värdefulla spelare | Fabiana de Oliveira | Brasilien |
| Bästa anfallare         | Leyla Chihuán       | Peru      |
| Bästa blockare          | Caroline Gattaz     | Brasilien |
| Bästa servare           | Yael Castiglione    | Argentina |
| Bästa passare           | Danielle Lins       | Brasilien |
| Bästa mottagare         | Fabiana de Oliveira | Brasilien |
| Bästa försvarare        | Marianela Robinet   | Argentina |
| Bästa libero            | Marianela Robinet   | Argentina |